# Tamanbaru (Citangkil)
Tamanbaru is een bestuurslaag in het regentschap Cilegon van de provincie Banten, Indonesië. Tamanbaru telt 6207 inwoners (volkstelling 2010).